# Chemische kinetiek
De chemische kinetiek of kinetica is een onderwerp van de fysische chemie, waarin men zich bezighoudt met de beschrijving van de snelheid waarmee een chemische reactie voortgang heeft. Het is een belangrijk fenomeen binnen chemische reacties (reactiesnelheid) en in tijdsafhankelijke processen binnen de thermodynamica.
De reactiesnelheid hangt af van een groot aantal factoren, waaronder:
- de concentratie (of activiteit) van de reactanten;
- de temperatuur;
- de druk;
- de ionsterkte;
- de verdelingsgraad;
- de aanwezigheid van een katalysator;
- de aanwezigheid van straling, bijvoorbeeld fotokatalyse, fotochemie;
- de vraag hoe ver de reactie uit evenwicht is.

Fenomenologische aspecten van de chemische kinetiek zijn onder meer de snelheidsvergelijking en de arrheniusbetrekking. Op onderliggend moleculair niveau horen reactiemechanismen, botsingstheorie, transitietoestandstheorie bij de kinetiek.
Zeker niet alle chemische reacties zijn goed beschreven wat hun kinetiek betreft, hoewel er natuurlijk reacties zijn waarvan een goed begrip van de kinetiek erg wenselijk is, bijvoorbeeld als zij de basis voor een productieproces zijn.
De best beschreven en begrepen reacties zijn homogene reacties van relatief verdunde systemen, bijvoorbeeld reacties in de gasfase of in verdunde oplossingen. Daarnaast zijn er ook heterogene reacties, bijvoorbeeld reacties die aan een oppervlak plaatsvinden. In dat geval speelt ook het beschikbare oppervlak (bijvoorbeeld het specifieke oppervlak van de drager van de katalysator) een grote rol.

## Reactiesnelheid definitie
Vaak kan de reactiesnelheid gemeten worden door de concentratie van een van de reagentia of een van de producten te volgen. Dit volgt uit de stoichiometrie van een chemische reactie, bijvoorbeeld van reagentia R en S die producten P en Q vormen:
{\displaystyle r\,\mathrm {R} +s\,\mathrm {S} \ \rightleftharpoons p\,\mathrm {P} +q\,\mathrm {Q} }
Voor een homogene reactie in een constant volume kunnen we de reactiesnelheid op een bepaald moment, {\displaystyle v}, op vier gelijkwaardige manieren definiëren:
{\displaystyle v={\frac {-\mathrm {d[R]} }{r\,\mathrm {d} t}}={\frac {-\mathrm {d[S]} }{s\,\mathrm {d} t}}={\frac {\mathrm {d[P]} }{p\,\mathrm {d} t}}={\frac {\mathrm {d[Q]} }{q\,\mathrm {d} t}}}
- De reactiesnelheid wordt steeds gedefinieerd als de verandering van de concentratie van een stof gedurende een bepaalde tijd. Dit levert de gemiddelde reactiesnelheid op. Als de tijd steeds korter genomen wordt, in de limiet nul, dan vind je de reactiesnelheid op een bepaald moment.
- Wanneer de reactie van links naar rechts vordert, is de snelheid positief. Omdat de verandering van de concentratie van een reactant negatief is, wordt in de formule voor de reactiesnelheid bij de reactanten een minteken geplaatst ("min maal min is plus").
- Om te zorgen dat voor dezelfde reactie, los van de vraag welk product of welke reactant je gebruikt om de snelheid te meten, steeds dezelfde waarde gevonden wordt, leveren de veranderingen in de concentraties niet direct reactiesnelheid, maar wordt er eerst door de coëfficiënten van de reactievergelijking gedeeld. Bij de vorming van water uit waterstof en zuurstof zal de vermindering van het aantal mol waterstof twee keer zo groot zijn als de verandering van de concentratie zuurstof.

De gegeven reactievergelijking suggereert dat er r deeltjes van stof R en s deeltjes van stof S op elkaar botsen en een overgangscomplex vormen. Dat overgangscomplex valt vervolgens uiteen in p deeltjes van stof P en q deeltjes van stof Q. De kans dat zoiets in werkelijkheid gebeurt is niet zo groot als het om grotere waarden van r, s, p en q gaat. Fysisch chemici gaan in de praktijk uit van twee gevallen die interessant zijn voor bestudering. In het eerste geval reageren twee deeltjes met elkaar en vormt zich een evenwicht met het product:
{\displaystyle \mathrm {R+S\ \rightleftharpoons P} }
waarbij r = s = p = 1 en q = 0. Het tweede geval betreft een dissociatie waarbij een molecuul in twee delen uit elkaar valt:
{\displaystyle \mathrm {R\ \rightleftharpoons P+Q} }
Reacties met een reactiemechanisme dat ingewikkelder is, worden in een aantal opeenvolgende stappen opgedeeld zoals in het geval van de Michaelis-Mentenkinetiek.

## Reactiesnelheid meten
Er zijn verschillende manieren om de snelheid {\displaystyle v} te meten, bijvoorbeeld:
- fotometrisch, door de absorptie van een bepaalde golflengte te volgen van licht dat door een van de stoffen geabsorbeerd wordt;
- conductometrisch, door de geleidbaarheid van een oplossing te volgen;
- door een kleuromslag te vertragen door een kleine hoeveelheid van een andere stof toe te voegen die eerst weg moet reageren;
- door de warmteontwikkeling van de reactie te volgen;
- (in inhomogene gevallen) gravimetrisch door de gewichtstoename of -afname te volgen.

In het algemeen kan iedere fysische grootheid gemeten worden zo lang er maar een bekend (bij voorkeur lineair) verband is met de hoeveelheid van een van de aan de reactie deelnemende componenten.
Uit de gemeten concentratie kan de reactiesnelheid gevonden worden als de afgeleide naar de tijd.

## Snelheidwetten en reactieorde
In eenvoudige gevallen is er een simpel verband tussen de reactiesnelheid en de concentraties van de reagentia. Dit verband wordt de reactiesnelheidsvergelijking of snelheidswet genoemd.

### Voorbeeld
Bij de vorming van zilverchloride, AgCl, uit zilverionen en chloride-ionen volgens de reactie:
Ag+(aq) + Cl−(aq) → AgCl(s)
wordt de reactiesnelheid bepaald door drie factoren:
- De kans dat een zilverion een chloride-ion tegenkomt. Zijn er twee keer zoveel chloride-ionen per liter, dan is voor één zilverion de kans twee keer zo groot geworden om een chloride-ion 'tegen te komen' en dus te reageren. De kans dat er zilverchloride gevormd wordt is dus evenredig met de chlorideconcentratie: v ~ [Cl−]
- Omgekeerd geldt ook dat als de concentratie zilverionen bijvoorbeeld drie keer zo groot is, de kans dat een chloride-ion een zilverion 'tegenkomt' de kans op de vorming van zilverchloride met een factor 3 stijgt, dus v ~ [Ag+]
- Als laatste geldt dat de ionen elkaar met voldoende energie moeten raken om een reactie te geven. De reactiesnelheid is afhankelijk van de kans dat dat gebeurt.

Samenvattend betekent het dat de reactiesnelheid voor de vorming van zilverchloride geschreven kan worden als volgende reactiesnelheidsvergelijking:
v = k · [Ag+] · [Cl−]
In de praktijk meten fysisch chemici de reactiesnelheid van een van de twee componenten die aan de reactie deelneemt terwijl de concentratie van de andere component veel groter genomen wordt. Dat heeft als voordeel dat de concentratie van de component waarvan de concentratie gemeten wordt, varieert en de concentratie van de andere component praktisch gelijk blijft. De reactie gedraagt zich in dit geval dan als een zogenaamde pseudo-eerste-ordeproces zodat de reactiesnelheid gegeven wordt door:
v = k' · [Cl−]
waarin:
k' = k · [Ag+]
In de praktijk is de waarde van de snelheidsconstante k een reactie zoals in dit voorbeeld beschreven wordt groot. De reactiesnelheid is daarom zeer hoog en erg moeilijk te meten. De reactiesnelheidsconstante k' moet daarom zo klein mogelijk gemaakt worden om de reactie te vertragen. Dat kan door de concentratie zilverionen zo laag mogelijk te kiezen. De concentratie chloride-ionen moet echter een orde van grootte lager zijn. Het wordt in dat geval lastig om de snel dalende concentratie chloride-ionen nog te kunnen meten over een tijdsdomein dat slechts een fractie van een seconde bedraagt.

### Algemene regels
Algemener kan bovenstaand voorbeeld geschreven worden als:
Dit leidt dan tot een simpele snelheidswet, bijvoorbeeld:
v = k · [R]ρ
v = k · [R]ρ · [S]σ
De constante k heet de snelheidconstante van de reactie. De exponenten ρ en σ zijn in de simpelste gevallen kleine gehele getallen, die de orde van de reactie genoemd worden. Bijvoorbeeld als ρ en σ beide 1 zijn, is de onderste reactie in zijn geheel een tweedeordereactie. Deze reactie is dan eerste orde in R en ook eerste orde in S. De exponenten hoeven niet gelijk te zijn aan de stoichiometrische coëfficiënten p en r.
In het algemeen kunnen er in de uitdrukking voor v meerde termen met elk hun eigen exponent voorkomen, soms ook met meerdere termen in de teller en in de noemer van een breuk. In dat geval spreekt men van een complexe snelheidswet.

## Integratie van snelheidswetten
Omdat v de wiskundige vorm van een afgeleide van een concentratie naar de tijd heeft, is een snelheidswet een differentiaalvergelijking. In eenvoudige gevallen valt deze vergelijking op te lossen door middel van integratie. Voor het geval van een reactie die eerste orde in alleen R is, leidt dat tot een exponentieel verloop van de concentratie die gekenmerkt wordt door een halveringstijd zoals die ook uit het radioactief verval bekend is.

## Gebruik van initiële snelheden
Voor snelheidswetten van grotere complexiteit is het beter de wet in zijn differentiële vorm te gebruiken en een studie te maken van de initiële snelheid, dat wil zeggen: de snelheid zoals die is op het moment dat de reagentia gemengd worden. Wanneer men de beginconcentratie varieert in een serie experimenten kan de differentiële wet als zodanig op de beginsnelheid toegepast worden.

## Invloed vantemperatuur
De waarde van de snelheidsconstante is gewoonlijk sterk afhankelijk van de temperatuur. Deze afhankelijkheid kan vaak goed beschreven worden met de vergelijking van Arrhenius:
{\displaystyle k=A\,\mathrm {e} ^{\frac {-E_{\mathrm {a} }}{RT}}}
Hier is A de pre-exponentiële factor en Ea de activeringsenergie.
De geldigheid van de arrheniuswet houdt in dat de snelheid van een reactie meestal exponentieel toeneemt met de temperatuur. Dit is de achterliggende reden voor het feit dat systemen die een exotherme reactie kunnen ondergaan vaak een vlampunt of een ontstekingstemperatuur hebben. Immers, als de reactie eenmaal op gang is, zorgt de ontwikkelde warmte voor een versnelling van de reactie die weer meer hitte produceert, enzovoort.
Het belang van katalysatoren ligt daarin dat zij een verandering in het reactiemechanisme teweegbrengen waardoor een pad ontstaat met een lagere activeringsenergie.